# Melapia electariella
Melapia electariella är en fjärilsart som beskrevs av Embrik Strand 1917. Melapia electariella ingår i släktet Melapia och familjen nattflyn. Inga underarter finns listade i Catalogue of Life.